# Mary McGrory
Mary McGrory (ur. 22 sierpnia 1918 w Bostonie, Massachusetts, zm. 20 kwietnia 2004 w Waszyngtonie) – amerykańska dziennikarka i publicystka.
Początkowo związana z redakcją „Boston Herald”, od 1947 z „Washington Star”. W 1954 relacjonowała przesłuchania komisji senatora McCarthy’ego.
Jako zdecydowana przeciwniczka wojny wietnamskiej i krytyk polityki Nixona znalazła się na „czarnej liście” przeciwników prezydenta. Artykuły o aferze Watergate przyniosły jej nagrodę Pulitzera w 1975 r.
W 1981 r., po zamknięciu „Washington Star”, przeszła do „The Washington Post”.